# Miss Mato Grosso 2012
Miss Mato Grosso 2012 foi a 53ª edição do tradicional concurso de beleza feminina de Miss Mato Grosso, válido para a disputa de Miss Brasil 2012, único caminho para o Miss Universo. O evento deste ano contou com a participação de dezessete (17) candidatas em busca do título que pertencia à rondonopolitana Jéssica Duarte, vencedora do título no ano anterior. O certame voltou às mãos do colunista social Warner Wilon após o um ano sem sua coordenação, visto que no ano passado foi o empresário Valter Arantes quem organizou a competição.
Realizado no Centro de Eventos Cátia Zellmann, em Sinop, no 23 de Junho, o evento contou com a apresentação do ator David Cardoso Júnior, show da dupla sertaneja Anselmo & Rafael e show de humor do humorista e ator Renato Rabello.  Na ocasião, sagrou-se campeã a representante da capital, Letícia Vitorina Hauch, que foi enfaixada pela Miss Brasil 2011, Priscila Machado. Vale salientar que os ingressos para assistir à final foi a doação de 2 kg de alimentos, posteriormente doados para Secretaria Estadual de Assistência Social.

## Resultados

### Colocações
| Posição   | Município e Candidata               |
| Vencedora | - Cuiabá - Letícia Hauch            |
| 2º. Lugar | - Campo Verde - Rayanne Oliveira    |
| 3º. Lugar | - Várzea Grande - Geovana Bertolini |

### Prêmios Especiais
O concurso distribuiu os seguintes prêmios:
| Prêmio         | Município e Candidata          |
| Miss Simpatia  | - Sorriso - Valkyria Rohden    |
| Miss Elegância | - Diamantino - Thamiris Mattos |

## Candidatas
Disputaram o título este ano:
| - Campo Verde - Rayanne Oliveira - Cláudia - Maria Alves - Cuiabá - Letícia Hauch - Diamantino - Thamiris Mattos - Jaciara - Alarisse Grandi - Matupá - Ana Paula Janke | - Nobres - Daiane Sperandio - Nova Mutum - Bruna Mees - Peixoto de Azevedo - Marina Ribeiro - Primavera do Leste - Jheneffer Lazarini - Rainha do Peladão - Thaiany Teixeira - Santa Carmem - Letícia Pereira | - Sinop - Fernanda Toledo - Sorriso - Valkyria Rohden - Terra Nova do Norte - Helena Heinfarth - União do Sul - Tracy Lentz - Várzea Grande - Geovana Bertolini |